# Mauricio Montero
Ronald Mauricio Montero Lobo (San José, 28 de marzo de 1987) es un futbolista costarricense que juega como centrocampista en el Puntarenas Fútbol Club de la Primera División de Costa Rica.

## Clubes
| Club                                 | País       | Año             | Partidos Jugados |
| ------------------------------------ | ---------- | --------------- | ---------------- |
| Club Sport Cartaginés                | Costa Rica | 2007 - 2010     | 37               |
| Municipal Pérez Zeledón (Préstamo)   | Costa Rica | 2010 - 2011     | 5                |
| Club Sport Cartaginés                | Costa Rica | 2011 - 2012     | 12               |
| Aserrí Fútbol Club                   | Costa Rica | 2012 - 2013     | 16               |
| Orión FC                             | Costa Rica | 2013 - 2014     | 33               |
| Universidad de Costa Rica            | Costa Rica | 2014 - 2016     | 122              |
| Liga Deportiva Alajuelense           | Costa Rica | 2016 - 2016     | 10               |
| Universidad de Costa Rica (préstamo) | Costa Rica | 2016-2017       | 19               |
| Guadalupe FC                         | Costa Rica | 2017-2019       | 76               |
| Club Sport Cartaginés                | Costa Rica | 2019-actualidad |                  |

## Selección nacional de Costa Rica
Debuta en la selección mayor de Costa Rica el 15 de diciembre de 2015 en juego amistoso frente a Nicaragua en juego realizado en el estadio Edgardo Baltonado de Liberia.
Luego reaparece en la lista del técnico Oscar Ramírez para el juego frente a la selección de Venezuela el 2 de febrero del 2016 en Barinas Venezuela.

## Palmarés

#### Títulos nacionales
| Título                         | Club           | País       | Año  |
| ------------------------------ | -------------- | ---------- | ---- |
| Primera División de Costa Rica | C.S Cartaginés | Costa Rica | 2022 |
| Torneo de Copa de Costa Rica   | C.S Cartaginés | Costa Rica | 2022 |